# Joseph E. Stiglitz

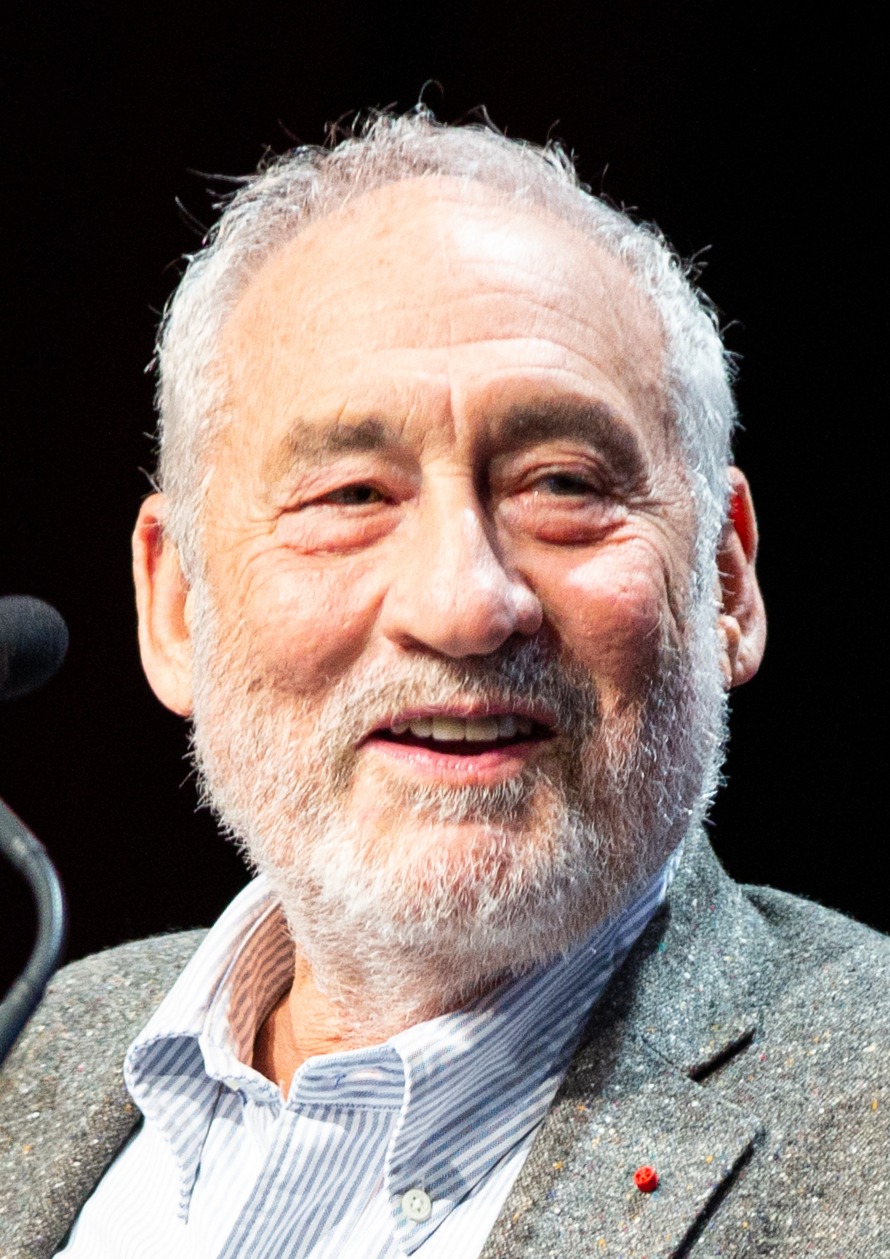
Joseph Stiglitz (2019)

Joseph Eugene „Joe“ Stiglitz (* 9. Februar 1943 in Gary, Indiana) ist ein US-amerikanischer, neukeynesianischer Ökonom, Politikberater und Professor für Wirtschaftswissenschaft an der Columbia University. Er ist Empfänger des Alfred-Nobel-Gedächtnispreises für Wirtschaftswissenschaften (2001) und der John-Bates-Clark-Medaille (1979). Er ist außerdem ehemaliger Chefökonom der Weltbank. Daneben ist er ehemaliges Mitglied und Vorsitzender des Council of Economic Advisers des Präsidenten der Vereinigten Staaten.
Stiglitz hat grundlegende Beiträge zur Wirtschaftswissenschaft geliefert, besonders in den Bereichen der Mikroökonomie und der Informationsökonomik. Seine Arbeiten haben geholfen, praktische Lösungen für verschiedene Formen von Marktversagen zu finden. Er ist ferner bekannt für seine Forderungen nach einem effizienteren Management der Globalisierung durch internationale Institutionen wie den Internationalen Währungsfonds und die Weltbank, sowie seine Kritik an Laissez-faire-Ökonomen, die er „Fundamentalisten des freien Marktes“ nennt.
Stiglitz hat mehr als 40 Ehrendoktorwürden erhalten, darunter Abschlüsse von Cambridge und Harvard und er wurde von mehreren Regierungen ausgezeichnet, darunter Bolivien, Südkorea, Kolumbien, Ecuador und zuletzt Frankreich, wo er zum Offizier der Ehrenlegion ernannt wurde. 2011 ernannte Time Magazine ihn zu einem der 100 einflussreichsten Menschen der Welt. Dem Open Syllabus Project zufolge ist Stiglitz einer der am häufigsten zitierten Autoren in Lehrplänen für Universitätskurse in Wirtschaftswissenschaft.

## Leben

### Herkunft/Ausbildung
Stiglitz stammt aus einer jüdischen Familie; sein Vater war Versicherungsvertreter, seine Mutter Lehrerin. Zunächst studierte er Mathematik, dann Wirtschaftswissenschaften. 1964 graduierte er am Amherst College zum B. A., dann promovierte er am Massachusetts Institute of Technology (MIT), wo er auf Robert M. Solow und Paul A. Samuelson traf.
Bei einem Forschungsaufenthalt an der University of Cambridge freundete er sich mit Joan Robinson und Nicholas Kaldor an.
Ein weiterer Forschungsaufenthalt in Nairobi machte ihn mit den wirtschaftlichen Problemen in Entwicklungsländern vertraut.

### Berufstätigkeit
An der Yale University war er von 1970 bis 1974 Professor für Wirtschaftswissenschaft, danach an der Stanford University (1974–1976, 1988–2001), der University of Oxford (1976–1979) und der Princeton University (1979–1988).
1997 wechselte er als Chefökonom zur Weltbank. Meinungsverschiedenheiten über deren Kurs führten 2000 zu seinem Rücktritt.
Derzeit ist er Professor an der Columbia University im Norden Manhattans und unterrichtet ebenso an den französischen Elitehochschulen École polytechnique und Sciences Po Paris.

### Ehrungen
Stiglitz wurde zum Mitglied der Europäischen Akademie der Wissenschaften und Künste und u. a. der American Academy of Arts and Sciences (1983), der National Academy of Sciences (1988), der British Academy (1993) und der American Philosophical Society (1997) ernannt.
Zu den wissenschaftlichen Auszeichnungen für Stiglitz zählen unter anderem mehrere Ehrendoktorwürden, die John-Bates-Clark-Medaille und der Alfred-Nobel-Gedächtnispreis für Wirtschaftswissenschaften. 2002 erhielt er den Bruno-Kreisky-Preis für das politische Buch (Hauptpreis) für das Buch Die Schatten der Globalisierung. 2023 wurde er mit dem Premi Internacional Catalunya ausgezeichnet.

### Wichtige Nebentätigkeiten
1993 wurde er Mitglied im Rat der Wirtschaftsberater von US-Präsident Bill Clinton, dessen Ratsvorsitz er von 1995 bis 1997 innehatte.
1995 war er als Leitautor am Zweiten Sachstandsbericht des IPCC beteiligt. Stiglitz leitet das Brooks World Poverty Institute der University of Manchester, ist Vorsitzender des Committee on Global Thought an der School of International and Public Affairs der Columbia University und gründete die Initiative for Policy Dialogue im Juli 2000.
2008/2009 leitete Stiglitz die von Miguel d’Escoto Brockmann, dem Präsidenten der Generalversammlung der Vereinten Nationen, einberufene Commission of Experts on Reforms of the International Monetary and Financial System (kurz: Commission on Financial Reforms), die 2009 ihre Empfehlungen zu einer Reform des internationalen Finanzsystems vorlegte.
2008 übernahm Stiglitz den Vorsitz einer Arbeitsgruppe zur Verbesserung der Messung wirtschaftlicher Leistung und gesellschaftlichen Fortschritts. Diese Arbeitsgruppe war eine Initiative von Frankreichs Präsident Nicolas Sarkozy. Der Abschlussbericht der Stiglitz-Sen-Fitoussi-Kommission wurde im September 2009 vorgelegt und soll Impulse auf den Gebieten Volkswirtschaftliche Gesamtrechnung, Umweltindikatoren sowie Messung von Lebensqualität und Nachhaltige Entwicklung geben.
Er ist Mitbegründer des Ende Oktober 2009 gegründeten Institute for New Economic Thinking (INET), um neue Denkansätze für die Volkswirtschaftslehre zu entwickeln.
Stiglitz war Mitglied eines Komitees zur Aufarbeitung der Panama Papers und zur Reform des Finanzsektors von Panama, hat seine Mitgliedschaft Anfang August 2016 jedoch beendet, nachdem bekannt wurde, dass die Regierung von Panama beabsichtigt, den Abschlussbericht wegen unerwünschter Ergebnisse nicht zu veröffentlichen.

### Privatleben
Stiglitz ist Vater von vier Kindern. Seit 2004 ist er in dritter Ehe verheiratet mit Anya Schiffrin, die in der School of International and Public Affairs der Columbia-Universität arbeitet und das dortige Journalismus-Programm leitet.

## Werk

### Wissenschaft
Joe Stiglitz gilt als Vertreter des Neukeynesianismus und hat in diesem Rahmen mehrere grundlegende Beiträge zur ökonomischen Theorie geleistet.

#### Risikoaversion
Eine seiner frühesten Arbeiten ist auf dem Gebiet der Risikoaversion. Dabei baut er auf den Arbeiten von Robert Solow auf. Zusammen mit Michael Rothschild lieferte er eine formale Definition von Risikoaversion – außerdem zeigten sie die Effekte auf die Konsumentscheidungen von Haushalten und Investitionsentscheidungen von Unternehmen.

#### Informationsasymmetrie
Stiglitz hat verschiedene grundlegende Arbeiten auf dem Feld der Informationsökonomik geleistet. Er beschäftigte sich insbesondere mit Marktversagen infolge von Informationsasymmetrien und entwickelte Techniken, um diese zu lösen.
Viele Arbeiten von Stiglitz zur Informationsökonomie zeigen Situationen, in denen unvollständige Informationen Märkte daran hindern, ein Pareto-Optimum zu erreichen.
Zusammen mit Andrew Weiss arbeitete er zum Beispiel darüber, wie Banken aus Zinssätzen Informationen über die Art der Kreditnehmer ableiten. Dies kann zu negativen Selektionseffekten, oder unter bestimmten Bedingungen zu vermehrter Kreditaufnahme führen. In beiden Fällen ist die Kreditvergabe ökonomisch nicht optimal.
Stiglitz und Rothschild zeigten, dass Versicherungsunternehmen einen Anreiz haben, auf Versicherungsmärkten das Marktgleichgewicht zu verlassen. Dies betrifft zum Beispiel den Markt für Krankenversicherungen. So hätten Versicherungen einen Anreiz, Versicherungspolicen mit geringer Absicherung anzubieten, die besonders von jungen oder gesunden Menschen gekauft würden, während die Präferenzen von Alten oder Kranken nicht berücksichtigt werden. Daher würde ein Versicherungsmarkt mit Wettbewerb automatisch eine Versicherungslücke produzieren. Das bedeutet, dass Versicherungsmärkte sozial nicht optimale Ergebnisse produzieren.
Stiglitz und Grossman arbeiteten zu informationsökonomischen Problemen der Markteffizienzhypothese. Sie zeigten, dass trivial kleine Kosten für Informationsbeschaffung die Finanzmärkte daran hindern, vollständige Informationseffizienz zu erreichen. Ökonomische Agenten hätten damit einen Anreiz, die Informationsbeschaffung anderer Agenten zu nutzen und diese Informationen indirekt durch Beobachtung von Marktpreisen zu erwerben. Dieses Trittbrettfahrerproblem würde vollständige Markteffizienz unmöglich machen.
In seinem Buch Whither Socialism? (deutsch: Wohin Sozialismus?) nutzt er diese informationsökonomischen Theorien, um den Fehlschlag des Sozialismus in Osteuropa zu erklären. Außerdem zeigt er diverse Fehlannahmen über die Bedeutung des freien Marktes im Kapitalismus.

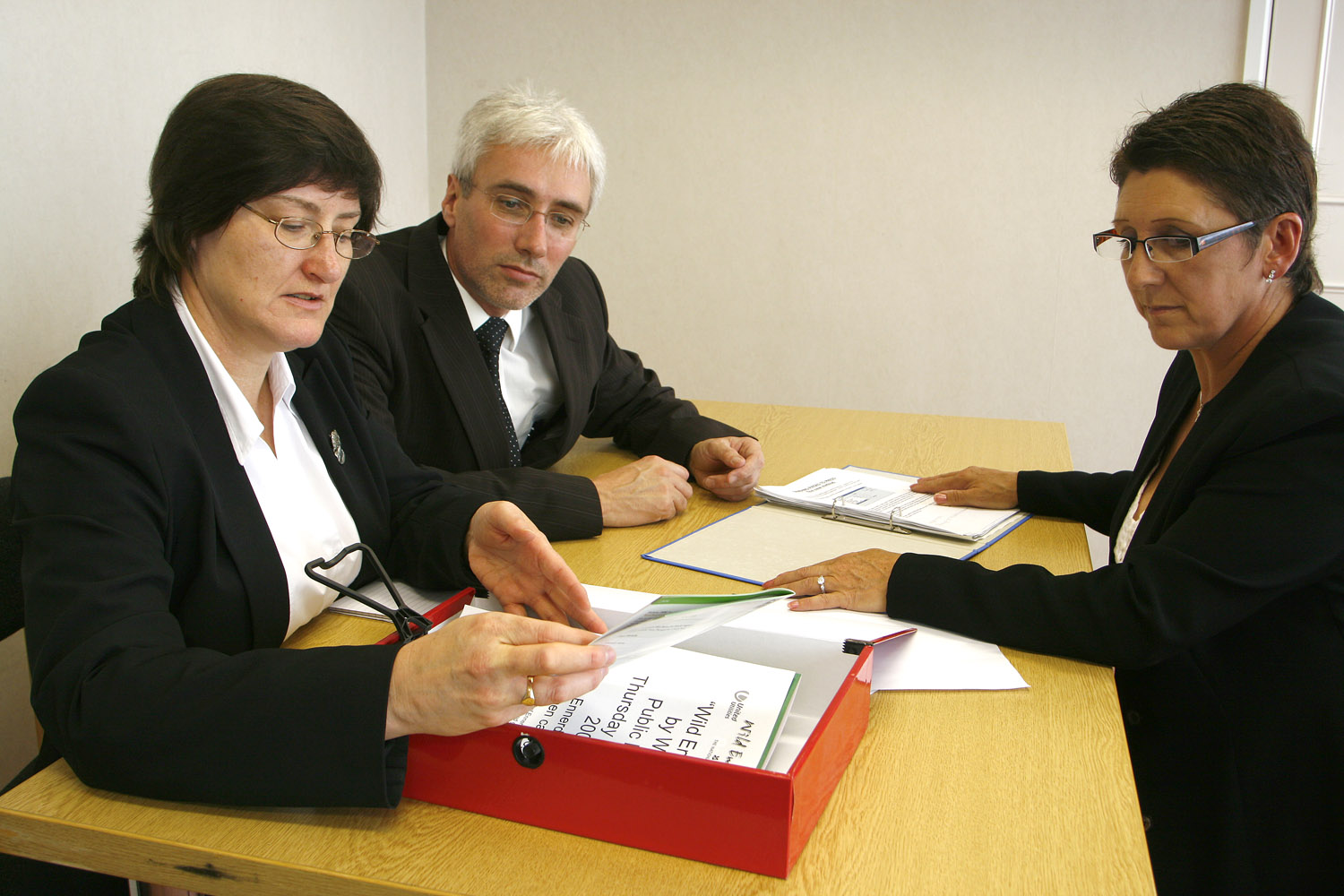
Stiglitz' Forschung hatte großen Einfluss, zum Beispiel in der Personalbeschaffung

Seine bedeutendste Forschung betrifft das Screening – eine Technik, mit deren Hilfe ein ökonomischer Agent private Informationen von einem anderen Agenten extrahieren kann. Seine Arbeiten finden in verschiedenen Märkten Anwendung, um das Problem der adversen Selektion zu lösen. Zum Beispiel können Unternehmen verschiedene Formen der Personalbeschaffung und des Assessment verwenden, um sicherzustellen, dass Angestellte keine potentiell für das Unternehmen schädlichen Informationen privat halten. Dies kommt beiden Parteien zugute, da es dem Arbeitgeber ermöglicht, das Maximum aus der Beschäftigung des Einzelnen herauszuholen, und der Einzelne profitiert von einer effizienten und leistungsgerechten Bezahlung seiner Fähigkeiten.
Für seine Beiträge zur Theorie der Informationsasymmetrie erhielt er 2001 gemeinsam mit George Akerlof und A. Michael Spence den Alfred-Nobel-Gedächtnispreis für Wirtschaftswissenschaften.

#### Monopolistische Konkurrenz
Stiglitz hat zusammen mit Avinash Dixit das erste Modell für monopolistische Konkurrenz geschaffen. Das stellt eine Alternative zu traditionellen Modellen des vollkommenen Wettbewerbs des allgemeinen Gleichgewichts dar. Stiglitz und Dixit zeigten, dass bei steigenden Skalenerträgen der Einstieg von weiteren Unternehmen sehr schwierig ist. Das Modell wurde erweitert, um zu zeigen, dass der Eintritt neuer Firmen aber sehr groß sein kann, wenn Konsumenten Vielfalt bevorzugen.
Dieser Modellierungsansatz war sehr einflussreich in verschiedenen ökonomischen Bereichen, wie der Außenhandelstheorie und der Industrieökonomik. Paul Krugman verwendete das Modell zum Beispiel in seinen Arbeiten zu Handelsmustern, die nicht auf komparativen Kostenvorteilen beruhen.

#### Effizienzlohn
Stiglitz hat auch auf dem Bereich der Arbeitsmarktökonomik gearbeitet. Mit dem Effizienzlohnmodellen konnte er erklären, warum unfreiwillige Arbeitslosigkeit selbst auf Arbeitsmärkten im Gleichgewicht existiert. Das Shapiro–Stiglitz Modell stellt dabei eine Erweiterung der neoklassischen Standardanalyse dar. Dem Modell liegen 2 wesentliche Annahmen zugrunde: 1. Im Gegensatz zu anderen Kapitalformen können Menschen ihren Arbeitsaufwand selbst bestimmen. 2. Für Unternehmen ist es kostspielig festzustellen, wie viel Aufwand die Mitarbeiter aufbringen. Daher ziehen es Unternehmen vor, ihren Angestellten nicht den Marktpreis zu zahlen, sondern einen Lohn, der ihre Produktivität maximiert, um zu verhindern, dass die Arbeitnehmer ihren Arbeitseinsatz reduzieren. Dies hat zur Folge, dass der Arbeitsmarkt nie ein Gleichgewicht erreicht, daher gibt es immer einen Pool von unfreiwillig Arbeitslosen. Die Ergebnisse des Arbeitsmarktes sind daher nie pareto-effizient.

#### Folgen für die Politik
Stiglitz hat sich an verschiedenen Stellen zu den wirtschaftspolitischen Folgen aus seinen Arbeiten geäußert. Er selbst hält Markteingriffe durch den Staat sehr häufig für effizienzsteigernd.
Peter Boettke bemerkte dazu:
“Once incomplete and imperfect information is introduced, Chicago-school defenders of the market system cannot sustain descriptive claims of the Pareto efficiency of the real world. Thus, Stiglitz's use of rational-expectations equilibrium assumptions to achieve a more realistic understanding of capitalism than is usual among rational-expectations theorists leads, paradoxically, to the conclusion that capitalism deviates from the model in a way that justifies state action – socialism – as a remedy.” (deutsch: „Sobald unvollständige und unvollkommene Informationen eingeführt werden, können die Vertreter der Chicagoer Schule keine Behauptungen über die Pareto-Effizienz der realen Welt aufrechterhalten. Daher führt Stiglitz' Verwendung von rationalen Erwartungen zu einem realistischeren Verständnis des Kapitalismus, als es unter Theoretikern rationaler Erwartungen üblich ist. Er gelangt dabei paradoxerweise zu dem Schluss, dass der Kapitalismus in einer Weise vom Modell abweicht, die staatliches Handeln – Sozialismus – als Heilmittel rechtfertigt.“)

### Öffentlicher Intellektueller
Einer breiteren Öffentlichkeit bekannt wurde er durch sein Buch Die Schatten der Globalisierung, eine scharfe Kritik an der Politik der Weltbank und des Internationalen Währungsfonds und des Finanzministeriums der Vereinigten Staaten. Stiglitz ist auch als Kritiker der Wirtschaftspolitik und anderer Maßnahmen der US-Regierung unter George W. Bush hervorgetreten.
In seinem Werk Die Roaring Nineties, in welchem sich Stiglitz fast ausschließlich auf eine Bestandsaufnahme und kritische Auseinandersetzung mit der US-Wirtschaft (z. B. Enron) beschränkt, empfiehlt er staatliche Eingriffe in das Marktgeschehen. Stiglitz hat sich aber auch auf die deutsche Volkswirtschaft bezogen und eine staatliche Nachfragepolitik, ein keynesianisches Konzept, nahegelegt.

#### Die Chancen der Globalisierung
In Die Chancen der Globalisierung beurteilt Stiglitz die augenblickliche Form der Globalisierung wie schon in Die Schatten der Globalisierung als negativ. Im Unterschied zu manchen anderen Globalisierungskritikern sieht er jedoch nicht die Globalisierung an sich als schlecht an, denn er hofft, „dass wir die Globalisierung so organisieren können, dass sie ihren Versprechen eher gerecht wird“. Dazu gehört für ihn vorrangig die Bekämpfung der Armut in den Entwicklungsländern.
In dem Buch widmet sich Stiglitz vor allem den ökonomischen Aspekten der Globalisierung und erst im abschließenden Kapitel ihren zentralen politischen Aspekten. Er stellt eine Liste der „wichtigsten Elemente eines Reformpakets auf“.
- Die Hauptforderung von Stiglitz ist eine Stimmrechtsänderung beim Internationalen Währungsfonds und der Weltbank, da die Entwicklungsländer unterrepräsentiert seien und die USA beim IWF als einziges Mitglied faktisch ein Vetorecht hätten. Außerdem muss die Repräsentation verändert werden, damit nicht nur die Finanz- und Handelsminister die Entscheidungen in den Gremien bestimmten. Zudem müssen bei Verhandlungen Vertreter „der am wenigsten entwickelten Länder, der kleinen Agrarexporteure und so weiter“[39] vertreten sein.

- Eine weitere Forderung ist die Reformierung des Systems der Weltwährungsreserven, das mit seiner Fokussierung auf den US-Dollar in Form der Schatzwechsel (t-bills) zum Scheitern verurteilt sei. Die zunehmende Verschuldung werde dazu führen, dass der US-Dollar seine Funktion als Weltreservewährung auf Dauer verlieren muss. Andere Währungen, wahrscheinlich der Euro, würden diese Funktion ersetzen, das Problem des Konsumdefizites damit aber immer nur bis zum eigenen Zusammenbruch lösen.

- Der Hebel dieser Problematik sei die „Unwiderstehlichkeit günstiger Kredite für Politiker“ in Form von Schatzbriefen. Die Lösung bestehe in der Einführung eines „Weltdollars“, der von einer „Institution unter der Federführung der Staatengemeinschaft“ nach sozialen Maßstäben ausgegeben werden müsse. „Diese eine Initiative könnte mehr als jede andere dazu beitragen, die Globalisierung zu einer echten Erfolgsgeschichte zu machen.“[40] Einen ähnlichen Gedankengang findet man, wie Stiglitz anmerkt, auch schon bei John Maynard Keynes.[41]

- Auch die Arbeitsweise der internationalen Institutionen müsse verbessert werden. Er fordert unter anderem mehr Offenheit, da diese „Institutionen weniger transparent sind als die demokratischen Regierungen ihrer Mitgliedstaaten.“[42]

- Weitere Forderungen sind „verbesserte Regeln für die Lösung von Interessenkonflikten“, „breitere Mitspracherechte“, der „Ausbau der Fähigkeit von Entwicklungsländern zur echten Teilhabe an der Entscheidungsfindung“ und der „Ausbau der Rechenschaftspflicht“[42] der internationalen Institutionen. Er kritisiert hier, dass zwar evaluiert wird, dies aber von Mitarbeitern des IWF oder der Weltbank durchgeführt wird. „Diese Aufgabe sollte vielmehr den Vereinten Nationen übertragen werden.“[43] Des Weiteren fordert Stiglitz ein unabhängiges globales Gericht und eine bessere Durchsetzung internationaler Rechtsnormen.

Damit die Globalisierung einen Wohlstand für alle schaffen kann, fordert Stiglitz einen neuen globalen Gesellschaftsvertrag, der unter anderem eine faire Handelsordnung beinhaltet. Die Entwicklungsländer sollen „Zugang zu Wissen“ und zu preiswerten lebensrettenden Medikamenten erhalten. Auch müsse „ihr traditionelles Wissen berücksichtigt“ werden. Die Industrieländer müssten auch ihre Zusage, 0,7 % des Bruttoinlandsprodukts in die Entwicklungshilfe zu geben, einhalten.

#### Freihandel

##### Beratung der europäischen Länder
In den 1990er Jahren schrieb er, dass reiche Länder in Nordamerika und Europa alle Zölle und Kontingente auf Waren aus Entwicklungsländern abschaffen sollten.
Er empfiehlt den europäischen Ländern nun, ihre Handelsbilanz mit Deutschland durch Import-/Exportzertifikate (eine protektionistische Maßnahme) zu kontrollieren. In Anlehnung an die keynesianische Theorie erklärt er, dass Handelsdefizite die Wirtschaft des Landes zugunsten der Überschussländer zerstören: John Maynard Keynes wies darauf hin, dass Länder mit Überschüssen eine „negative Externalität“ auf ihre Handelspartner ausüben und zu einer schwachen globalen Gesamtnachfrage führen. Stiglitz schreibt: „Der Überschuss Deutschlands bedeutet, dass das übrige Europa defizitär ist. Und die Tatsache, dass diese Länder mehr importieren als exportieren, trägt zur Schwäche ihrer Volkswirtschaften bei“. Beispielsweise glaubt er nicht an den Grundsatz des komparativen Vorteils, der besagt, dass das Handelsdefizit nicht wichtig ist, weil der Handel für beide Seiten vorteilhaft ist. Der internationale Handel wäre also kein „Win-Win-Vertrag“, sondern ein Nullsummenspiel: Verlustbringende Länder sind zugunsten von Überschussländern verarmt.
Zudem stellte er den Euro in Frage, der dieses Defizit verursacht haben soll: „Das Euro-System bedeutet, dass der Wechselkurs Deutschlands im Vergleich zu anderen Euro-Mitgliedern nicht steigen kann. Sollte der Wechselkurs steigen, hätte Deutschland größere Exportschwierigkeiten und würde sein auf starken Exporten basierendes Wirtschaftsmodell aufhören. Gleichzeitig würde der Rest Europas mehr exportieren, das BIP steigen und die Arbeitslosigkeit sinken.“

##### Beratung der USA
Er beklagt die Versuche der Vereinigten Staaten, ihre industriellen Arbeitsplätze durch protektionistische Maßnahmen zu schützen. Er rät den Vereinigten Staaten, dem Prinzip des komparativen Vorteils zu folgen, den Freihandel oder die Globalisierung zu verfolgen und nicht gegen die Deindustrialisierung durch Zölle zu kämpfen.
Er schreibt, dass „die Geschichte nicht rückgängig gemacht werden kann“, dass „das Problem nicht mit der Globalisierung selbst zusammenhängt, sondern mit der Art und Weise, wie wir sie bewältigt haben“, und dass „Protektionismus […] der Wirtschaft als Ganzes nicht helfen“ wird. Arbeitsplätze werden schneller vernichtet, als sie geschaffen werden: Es kann sogar weniger Arbeitsplätze in der Nettoverarbeitung geben.
Er schreibt, dass die Mittelschicht der Vereinigten Staaten tatsächlich der Verlierer der Globalisierung ist und China der Gewinner. Er hält Chinas Inlandsnachfrage für ausreichend, um kräftig zu wachsen, und Außenhandel sei nicht mehr notwendig. Aber er verteidigt Chinas Handelsüberschüsse gegenüber den Vereinigten Staaten und glaubt, dass China „mit Stärke und Intelligenz“ reagieren und die Vereinigten Staaten treffen wird, „wo es wirtschaftlich und politisch weh tut“, wenn sie versuchen, ihre Industrie zu schützen. 

#### Finanzkrise
Im März 2009 kritisierte Stiglitz die Regierung von Barack Obama für ihren Plan zur Behebung der Banken- und Finanzkrise. Er sei viel schlimmer als eine Verstaatlichung des Bankensystems, nämlich „Ersatzkapitalismus – die Privatisierung der Gewinne und die Verstaatlichung der Verluste“. Er sprach auch von einem Sozialismus für Reiche.
Anfang 2012 bilanzierte er die Situation in den USA so: „2011 wird als das Jahr in Erinnerung bleiben, in dem viele der sonst so optimistischen Amerikaner begannen, die Hoffnung zu verlieren. (…) Die Ersparnisse derer, die 2008 oder 2009 ihre Arbeit verloren hatten, waren bis 2011 aufgezehrt. Auch mit dem Arbeitslosengeld war Schluss. Die Firmen stellen nicht schnell genug wieder ein, um Schritt zu halten mit der Zahl derjenigen, die normalerweise auf den Arbeitsmarkt drängen würden. Und die 50-Jährigen haben ohnehin kaum Hoffnung, je wieder einen Job zu bekommen. (…) Über sieben Millionen amerikanische Familien haben ihr Heim verloren.“ Er ergänzte dazu: „Natürlich ist es möglich, dass die USA ihre politischen Probleme lösen und endlich die Arbeitslosigkeit mithilfe von Konjunkturmaßnahmen auf sechs oder sieben Prozent drücken (…). Aber das ist ebenso unwahrscheinlich wie die Möglichkeit, dass Europa erkennt, dass Sparen allein die Probleme nicht lösen wird. Das Gegenteil trifft zu: Sparsamkeit wird die Wirtschaft nur noch schneller abkühlen. Bleibt das Wachstum aus, wird sich die Schuldenkrise – und die Euro-Krise – nur verschlimmern. Und die langwierige Krise, die mit dem Platzen der Immobilienblase 2007 einsetzte, und die nachfolgende Rezession werden fortdauern.“ Er forderte progressivere Besteuerung, um gleichzeitig Ungerechtigkeiten abzubauen, die Gesamtnachfrage und die Beschäftigung zu erhöhen; befürchtet aber, dass Politik und Ideologie nichts davon zulassen werden.

#### Klimakrise
In der Diskussion um die globale Erwärmung und die Klimakrise äußerte sich Stiglitz als Befürworter eines Klimazolls, um Staaten, etwa auch die Europäische Union, vor Dumping durch die Einfuhr von Produkten aus Staaten mit geringen Anstrengungen im Klimaschutz zu schützen.

## Kontroversen
Aaron Patrick von The Australian Financial Review verwies 2018 darauf, dass Venezuela aktuell über die größten bekannten Erdölreserven der Welt verfügt, aber von Depression und Hyperinflation geprägt ist. Es hat Schwierigkeiten, die Bevölkerung mit dem Nötigsten zu versorgen. Seit 2015 sind 3 Millionen Menschen vor der wirtschaftlichen Misere und politischer Verfolgung aus Venezuela geflohen, wofür Patrick auch den früheren Präsidenten Hugo Chávez als verantwortlich ansieht. Stiglitz lobte 2006 in seinem Buch Making Globalization Work Chávez dafür eine Wirtschaftspolitik anzustreben, die nicht nur höheres Wachstum bringe, sondern auch sicherstelle, dass die Früchte des Wachstums breiter geteilt werden. Stiglitz führte weiter aus, ob die Regierung diese Versprechen auch einlösen werde, lasse sich hingegen noch nicht sagen. Bisher scheint es Erfolge im Bereich Bildung und Gesundheit in Armenvierteln zu geben. Patrick zitierte einen Teil der Aussage und kritisierte, Stiglitz habe „am globalen Jubel für Chávez' massive Eingriffe in die Wirtschaft“ teilgenommen.

## Veröffentlichungen
- mit Andrew Weiss: Credit rationing in markets with imperfect information. IN: American Economic Review. Vol. 71, Nr. 3, 1981, S. 393–410.
- Economics of the Public Sector. W. W. Norton, New York 1986; 2. Auflage. ebd. 1988; 3. Auflage. ebd. 2000, ISBN 0-393-96651-8.
  - Finanzwissenschaft. Ins Deutsche übertragen und teilweise auf Verhältnisse in der Bundesrepublik Deutschland eingerichtet von Bruno Schönfelder. Oldenbourg, München / Wien 1989, ISBN 3-486-21224-9.
- Economics. W. W. Norton, New York 1993; 2. Auflage. ebd. 1997. Mit Carl E. Walsh: 3. Auflage. ebd. 2002; 4. Auflage. 2005, ISBN 0-393-92622-2.
  - Volkswirtschaftslehre. Oldenbourg, München / Wien 1999, ISBN 3-486-23379-3.
- Whither Socialism? MIT Press, Cambridge 1996, ISBN 0-262-69182-5.
  - Rezension (Memento vom 8. April 2014 im Internet Archive) von Steve Laniel, 24. März 2009
- mit Gerald M. Meier (Hrsg.): Frontiers of Development Economics. The Future in Perspective. Oxford University Press, 2000, ISBN 0-19-521592-3.
- mit Robert Holzmann (Hrsg.): New Ideas About Old Age Security. Toward Sustainable Pension Systems in the 21st Century. World Bank, Washington 2001, ISBN 0-8213-4822-1.
- mit Raaj K. Sah: Peasants versus City-Dwellers. Taxation and the Burden of Economic Development. Oxford University Press, 2002, ISBN 0-19-925357-9.
- Globalization and Its Discontents. W. W. Norton, New York 2002, ISBN 0-393-05124-2.
  - Die Schatten der Globalisierung. Siedler, Berlin 2002, ISBN 3-88680-753-3; Goldmann, München 2004, ISBN 3-442-15284-4.
- mit Bruce Greenwald: Towards a New Paradigm in Monetary Economics. Cambridge University Press, London 2003, ISBN 0-521-81034-5.
- The Roaring Nineties. A New History of the World’s Most Prosperous Decade. W. W. Norton, Washington 2003, ISBN 0-393-05852-2.
  - Die roaring nineties. Der entzauberte Boom. Siedler, Berlin 2004, ISBN 3-88680-807-6; Goldmann, München 2005, ISBN 3-442-15341-7.
    - Ökonomie: Nach dem Ende des Booms, Rezension von Reinhard Blomert, Die Zeit, 29. April 2004
    - Soziale Gerechtigkeit, Rezension von Günther Schulz, Frankfurter Allgemeine Zeitung, 4. August 2005
- Ist globalisierte Ethik möglich? In: Hans Ruh & Klaus M. Leisinger (Hrsg.): Ethik im Management. Ethik und Erfolg verbünden sich. Orell Füssli, Zürich 2004, ISBN 3-280-05104-5, S. 79–110.
- mit Andrew Charlton: Fair Trade for All. How Trade Can Promote Development. Oxford University Press, New York 2005, ISBN 0-19-929090-3.
  - Fair trade. Agenda für einen gerechten Welthandel. Murmann, Hamburg 2006, ISBN 3-938017-63-5.
    - The Poor Get Poorer, Rezension von Robert B. Reich, The New York Times, 2. April 2006.
- mit Carl E. Walsh: Principles of Microeconomics. 4. Auflage. W. W. Norton, New York 2005, ISBN 0-393-92623-0.
- mit Carl E. Walsh: Principles of Macroeconomics. 4. Auflage. W. W. Norton, New York 2005, ISBN 0-393-92624-9.
- mit José Antonio Ocampo, Shari Spiegel, Ricardo Ffrench-Davis & Deepak Nayyar: Stability with Growth. Macroeconomics, Liberalization and Development. Oxford University Press, 2006, ISBN 0-19-928814-3.
- Making Globalization Work. W. W. Norton, New York 2006, ISBN 0-393-06122-1.
  - Die Chancen der Globalisierung. Siedler, Berlin 2006, ISBN 3-88680-841-6; Bpb, Bonn 2006, ISBN 3-89331-735-X; Pantheon, München 2008, ISBN 978-3-570-55048-9.
    - Erhebliches Ungleichgewicht, Rezension von Wilfried von Bredow, Frankfurter Allgemeine Zeitung, 15. November 2006.
    - Nichts für Träumer und Trottel, Rezension von Ulrike Winkelmann, die tageszeitung, 18. November 2006
    - Weitere Links zu Rezensionen, Vorträgen und Interviews auf der Website des Verlags
- mit Stephany Griffith-Jones: Growth with responsibility in a globalized world. Findings of the Shadow G-8. Friedrich-Ebert-Stiftung New York, Mai 2007 (PDF; 412 kB)
- mit Linda J. Bilmes: The Three Trillion Dollar War. The True Cost of the War in Iraq. W. W. Norton, New York 2008, ISBN 978-0-393-06701-9.
  - Die wahren Kosten des Krieges. Wirtschaftliche und politische Folgen des Irak-Konflikts. Pantheon, München 2008, ISBN 978-3-570-55072-4. (Vorwort als PDF (Memento vom 30. Januar 2012 im Internet Archive))
    - Website zum Buch (englisch)
    - Umfassendes Scheitern, Rezension von Hans-Martin Lohmann, Die Zeit, 3. Juli 2008
    - Das Billionenspiel, Rezension von Ulrich Teusch, SWR2, 14. August 2008 (RTF; 25 kB)
    - So etwa drei Billionen Dollar, Rezension von Wilfried von Bredow, Frankfurter Allgemeine Zeitung, 5. September 2008
- mit Amartya Sen und Jean-Paul Fitoussi: Mismeasuring Our Lives: Why GDP Doesn’t Add Up. The New Press, New York 2010, ISBN 978-1-59558-519-6.
- Freefall: America, Free Markets, and the Sinking of the World Economy. W. W. Norton, New York 2010, ISBN 978-0-393-07596-0.
  - Im freien Fall. Vom Versagen der Märkte zur Neuordnung der Weltwirtschaft. Siedler, München 2010, ISBN 978-3-88680-942-4.
    - Wirtschaftskrise: Gier frisst Verantwortung, Rezension von Uwe Jean Heuser, Die Zeit, Nr. 20, 12. Mai 2010
- The Price of Inequality: How Today’s Divided Society Endangers Our Future. W. W. Norton, New York City 2012, ISBN 978-0-393-08869-4
  - Der Preis der Ungleichheit. Wie die Spaltung der Gesellschaft unsere Zukunft bedroht. Siedler, München 2012, ISBN 978-3-8275-0019-9.
    - Die Demokratie kommt auf den Hund, Rezension von Jürgen Kaube, Deutschlandradio Kultur, 15. Oktober 2012
    - Nehmen, was man kriegen kann, Rezension von Lutz Lichtenberger, Berliner Zeitung, 3. Januar 2013
- mit George A. Akerlof, Olivier Blanchard, David Romer (Hrsg.): What Have We Learned? Macroeconomic Policy after the Crisis. MIT Press, Cambridge 2014, ISBN 978-0-262-02734-2.
- Reich und Arm. Die wachsende Ungleichheit in unserer Gesellschaft, 2015, ISBN 978-3-8275-0068-7[56]
- mit Bruce C. Greenwald: Die innovative Gesellschaft. Wie Fortschritt gelingt und warum grenzenloser Freihandel die Wirtschaft bremst, Econ, Berlin 2015, ISBN 978-3-430-20198-8.
- The Euro: How a Common Currency Threatens the Fuuture of Europe. W W. Norton, New York 2016, ISBN 978-0-393-25402-0.
- mit Akbar Noman, Ravi Kanbur (Hrsg.): The Quality of Growth in Africa. Columbia University Press, New York 2019, ISBN 978-0-231-55098-7.
- mit Rudiger von Arnim (Hrsg.): The Great Polarization: How Ideas, Power, and Policies Drive Inequality. Columbia University, New York 2022, ISBN 978-0-231-19926-1.
- Der Weg zur Freiheit: Ökonomie für eine gerechte Gesellschaft. Siedler Verlag, München, 2025. ISBN 978-3-8275-0199-8.

Sammelausgabe
- Selected Works of Joseph E. Stiglitz. Oxford University Press (auf sechs Bände angelegt)
  - Volume I: Information and Economic Analysis. 2009, ISBN 978-0-19-953370-1.

Essays
- Wie eine Bankensanierung funktionieren kann (Memento vom 31. Oktober 2013 im Internet Archive). In: Le Monde diplomatique. September 2009
- Stiglitz zu Griechen-Referendum: „Ich weiß, wie ich abstimmen würde“ In: fonds professionell, 2. Juli 2015

Interviews
- Thomas Fischermann & Uwe Jean Heuser: Globalisierung: „Und das nennt ihr einen Erfolg?“ In: Die Zeit. Nr. 43/2001.
- Katharina Koufen: „Die Welt ist keine Bilanz“. In: taz. 16. April 2002.
- Benedikt Strunz & Marianne Szulyovsky: Interview in Radio Dreyeckland. 12. Januar 2007
- Stephan Kaufmann: „Krieg ist das schlechteste Konjunkturprogramm“. In: Berliner Zeitung. 5. April 2008.
- Karsten Stumm: „Banken haben total versagt“. In: manager magazin. 22. August 2008.
- Krise und Kritik. Joseph Stiglitz im Gespräch mit Roger de Weck. In: Sternstunde Philosophie (SF 1). 14. September 2008 (Video, 55:23 min)
- Michael Hesse: Wie der Fall der Mauer. In: Frankfurter Rundschau. 8. November 2008.
- mit Jean-Paul Fitoussi, Martine Durand: Measuring What Counts: The Global Movement for Well-Being. New Press, New York 2020, ISBN 978-1-62097-569-5.

## Filmografie (Auswahl)
- Fire in the Blood, Regie: Dylan Mohan Gray, Indien 2013
- Når boblene brister, Regie: Hans Peter Moland; Norwegen, USA, Griechenland 2012
- Four Horsemen, Regie: Ross Ashcroft, GB 2012
- All Watched Over by Machines of Loving Grace, Regie: Adam Curtis, GB 2011
- Moderne slaveri, Regie: Tina Davis, Thomas Robsahm, Norwegen 2009
- Eine bessere Welt – Nobelpreisträger Joseph Stiglitz, Regie: Jacques Sarasin, Frankreich 2009
- The End of Poverty?, Regie: Philippe Diaz, USA 2008
- Der große Ausverkauf, Regie: Florian Opitz, Deutschland 2007
- Where Is the World Going, Mr. Stiglitz?, Regie: Jacques Sarasin, Frankreich 2007
- Pas assez de volume! – Notes sur l'OMC, Regie: Vincent Glenn, Frankreich 2004
- Géraldo: À qui profite le profit?, Regie: Patrice Barrat, Shay J. Katz, Frankreich 2002